# City and County of Honolulu

Verwaltungsgliederung mit Distriktnummern

City and County of Honolulu ist ein County und gleichzeitig eine Stadt im Bundesstaat Hawaii der Vereinigten Staaten von Amerika.
Es umfasst Oʻahu und die nordwestlichen Inseln des Archipels. Im County lebten im April 2020 gemäß der Volkszählung von 2020 1.016.508 Einwohner auf einer Fläche von 5509 Quadratkilometern. Es entspricht statistisch der Metropolregion Honolulu. Der Verwaltungssitz (County Seat) von Honolulu County ist Honolulu. Der Bürgermeister hat seinen Sitz im Honolulu Hale.
Das County wird vom Office of Management and Budget zu statistischen Zwecken als Urban Honolulu, HI Metropolitan Statistical Area geführt.

## Verwaltungsgliederung
Honolulu ist in neun Distrikte unterteilt. In den Distrikten sind die Census-designated places (CDP) zusammengefasst. Hawaii ist der einzige Bundesstaat in dem CDPs innerhalb einer Gemeinde definiert sind.
- Distrikt I: ʻEwa, ʻEwa Beach, Honouliuli, West Loch, Kapolei, Makakilo, Kalaeloa, Honokai Hale und Nanakai Gardens, KoʻOlina, Nānākuli, Waiʻanae, Mākaha, Keaʻau, Mākua.
- Distrikt II: Mililani Mauka, Wahiawā, Whitmore Village, Mokulēʻia, Waialua, Haleʻiwa, Waimea, Pūpūkea, Sunset Beach, Kahuku, Lāʻie, Hauʻula, Punaluʻu, Kahana, Kaʻaʻawa, Kualoa, Waiāhole, Kahaluʻu, ʻĀhuimanu, Heʻeia.
- Distrikt III: Waimānalo, Kailua, Kāneʻohe.
- Distrikt IV: Hawaiʻi Kai, Kuliʻouʻou, Niu Valley, ʻĀina Haina, Wailupe, Waiʻalae-Iki, Kalani Valley, Kāhala, Wilhelmina Rise, Teile von Kapahulu, Teile von Kaimukī, Diamond Head, Waikīkī, Ala Moana.
- Distrikt V: Kapahulu, Kaimukī, Pālolo Valley, St. Louis Heights, Mānoa, Mōʻiliʻilli, McCully, Kakaʻako, Ala Moana, Makiki.
- Distrikt VI: Makiki, Honolulu (Innenstadt), Punchbowl, Liliha, Pauoa Valley, Nuʻuanu, ʻĀlewa Heights, Papakōlea, Kalihi Valley, Kalihi.
- Distrikt VII: Kalihi, Kapālama, Pālama, Iwilei, Sand Island, Māpunapuna, Airport, Hickam, Pearl Harbor, Ford Island, Āliamanu, Salt Lake, Foster Village, Stadium, Hālawa Valley Estates.
- Distrikt VIII: Fort Shafter, Moanalua, Hālawa, ʻAiea, Perl City, Seaview, Crestview, Waipiʻo Gentry.
- Distrikt IX: Waikele, Waipahu, Village Park, Kunia, Mililani.

| Davon sind: | |
| - Orte mit mehr als 20.000 Einwohnern - Honolulu - Kailua - Kāneʻohe - Waipahu - Pearl City - Waimalu - Mililani - Orte mit mehr als 10.000 Einwohnern - Wahiawā - ʻEwa Beach - Schofield Barracks - Hālawa - Makakilo - Marine Corps Base Hawaiʻi - Waipiʻo - Nānākuli - Waiʻanae | - Orte mit mehr als 5000 Einwohnern - Village Park - ʻAiea - Ahuimanu - Māʻili - Waipiʻo Acres - Orte mit mehr als 2000 Einwohnern - Heʻeia - ʻEwa Gentry - Maunawili - ʻEwa Villages - Lāʻie - Waimānalo Beach - Pūpūkea - Whitmore Village - Waialua - Waimānalo - Hauʻula - Kahaluʻu - Wheeler Army Airfield - Iroquois Point - Haleʻiwa - Kahuku |

Alle anderen Orten haben weniger als 2000 Einwohner.

## Staatliche Einrichtungen
- Daniel K. Inouye International Airport
- Wheeler Army Airfield
- Kunia Camp
- Kunia Regional SIGINT Operations Center

## Angrenzende Counties
- Maui County im Südosten
- Kauai County im Nordwesten

## Nationalparks
- James Campbell National Wildlife Refuge
- Oʻahu Forest National Wildlife Refuge
- Papahānaumokuākea Marine National Monument
- Pearl Harbor National Wildlife Refuge
- USS Arizona Memorial